# Bélabo
Bélabo är en ort i Kamerun.   Den ligger i regionen Östra regionen, i den centrala delen av landet, 230 km nordost om huvudstaden Yaoundé. Bélabo ligger 614 meter över havet och antalet invånare är 22 553.
Terrängen runt Bélabo är huvudsakligen platt. Bélabo ligger nere i en dal. Trakten runt Bélabo är mycket glesbefolkad, med 7 invånare per kvadratkilometer. Det finns inga andra samhällen i närheten. I omgivningarna runt Bélabo växer i huvudsak städsegrön lövskog.